# Eptatretus deani
Eptatretus deani is een soort uit de familie der slijmprikken (Myxinidae).
Deze soort is enkel bekend uit de noordoostelijke Stille Oceaan en wordt vaak gevangen in Azië, voor zijn huid. Over het effect van de visserij op deze soort is echter nog weinig gekend.